# Winfield (Indiana)
Pour les articles homonymes, voir Winfield.
Winfield est une ville du comté de Lake dans l’Indiana, aux États-Unis.